# Ткачичні
Ткачичні (Ploceinae) — підродина горобцеподібних птахів родини ткачикових (Ploceidae). Включає 7 родів і 103 види.

## Поширення
Представники підродини поширені в Африці і Азії.

## Роди
- Ткачик (Ploceus) — 64 види
- Малімб (Malimbus) — 10 видів
- Червоноголовий малімб (Anaplectes) — 1 вид (рід монотиповий)
- Квелія (Quelea) — 3 види
- Фуді (Foudia) — 7 видів
- Короткохвостий ткачик (Brachycope) — 1 вид (рід монотиповий)
- Вайдаг (Euplectes) — 17 видів